# Nationale Raad van Turkmenistan
De Nationale Raad van Turkmenistan (Turkmeens: Türkmenistanyň Milli Geňeşi) is het uit twee kamers bestaande parlement van Turkmenistan. Het lagerhuis draagt de naam Mejlis (Vergadering) en telt 125 leden; het hogerhuis draagt de naam Halk Maslahati (Volksraad) en telt 56 leden. 

## Ambtsbekleders
| Functie                          | Afbeelding | Naam                        | Termijn       | Partij     |
| -------------------------------- | ---------- | --------------------------- | ------------- | ---------- |
| Voorzitter van de Halk Maslahati |            | Gurbanguly Berdimuhamedow   | 14 april 2021 | Partijloos |
| Voorzitter van de Mejlis         |            | Gulshat Sahiyevna Mammedova | 30 maart 2018 | DPT        |